# Master of the Rings
Master of the Rings ist das sechste Studioalbum der Band Helloween. Es wurde 1994 von Castle Communications veröffentlicht.

## Musikstil
Helloweens sechstes Studio-Album Master of the Rings ist die Folgereaktion auf das mit Chameleon beinahe erlittene Karriereende: Die Band geht mit neuem Sänger und Drummer bewusst zurück zum Power Metal und rückt mit dem konzeptionellen Titel Master of the Rings erkennbar in die Nähe der erfolgreichen Keeper of the Seven Keys Alben.

## Bedeutung
Nach dem Chameleon-Album stand die Band vor einem Scherbenhaufen: Drummer und Gründungsmitglied Ingo Schwichtenberg musste die Band noch vor der Tour 1993 auf Grund seiner Schizophrenie-Erkrankung verlassen. Starke Spannungen unter den Bandmitgliedern führten zur Trennung von Michael Kiske. Ebenso entließ EMI die Band aus ihrem Vertrag.
Als neuer Sänger wurden Andi Deris und als Schlagzeuger Uli Kusch verpflichtet. Die Musik, die in nur zwei Wochen arrangiert und eingeprobt wurde, orientiert sich am ursprünglichen Sound der Gruppe, klingt durch die neuen Musiker zwar nicht wie die Frühwerke, offenbart aber eine eigene Identität.

## Titelliste
1. Irritation (Weikath) – 1:14
2. Sole Survivor (Weikath/Deris) – 4:33
3. Where the Rain Grows (Weikath/Deris) – 4:46
4. Why? (Deris) – 4:11
5. Mr. Ego (Take Me Down) (Grapow) – 7:02
6. Perfect Gentleman (Deris/Weikath) – 3:53
7. The Game is On (Weikath) – 4:40
8. Secret Alibi (Weikath) – 5:49
9. Take Me Home (Grapow) – 4:25
10. In the Middle of a Heartbeat (Deris/Weikath) – 4:30
11. Still We Go (Grapow) – 5:09

### Expanded edition bonus tracks
1. Can't Fight Your Desire (Deris) – 3:45
2. Star Invasion (Deris/Weikath) – 4:47
3. Cold Sweat (Lynott/Sykes) – 3:46
4. Silicon Dreams (Grosskopf) – 4:10
5. Grapowski's Malmsuite 1001 (Grapow) – 6:33
6. I Stole Your Love (Stanley) – 3:23
7. Closer to Home (Farner) – 8:13

### Singleauskopplungen
- Mr. Ego (Take Me Down) (Europe) / Where the Rain Grows (Japan)
- Perfect Gentleman
- Sole Survivor (Japan)